# Воздвиженское сельское поселение (Краснодарский край)
Воздвиженское сельское поселение — муниципальное образование в составе Курганинского района Краснодарского края России.
В рамках административно-территориального устройства Краснодарского края ему соответствует Воздвиженский сельский округ.
Административный центр — станица Воздвиженская.

## Население
| 2010  | 2012  | 2013  | 2014  | 2015  | 2016  | 2017  |
| ----- | ----- | ----- | ----- | ----- | ----- | ----- |
| 2212  | ↗2236 | ↗2260 | ↗2272 | ↗2325 | ↘2284 | ↘2283 |
| 2018  | 2019  | 2020  | 2021  | 2023  |       |       |
| ↘2251 | ↘2227 | →2227 | ↘2217 | ↘2174 |       |       |

## Населённые пункты
| № | Населённый пункт | Тип населённого пункта | Население (чел.) |
| - | ---------------- | ---------------------- | ---------------- |
| 1 | Воздвиженская    | станица                | ↘1609            |
| 2 | Сухой Кут        | хутор                  | ↘603             |

## Местное самоуправление
Главы сельского поселения
- с 2.04.2023 года - Антонина Сергеевна Скисова[14]